# Nabyla Maan
Nabyla Abdallaoui Maân (en arabe : نبيلة عبدلاوي معن), est une chanteuse marocaine née à Fès le 6 décembre 1987. Elle est également auteure-compositrice et guitariste.

## Biographie
Née à Fès dans une famille de mélomanes en 1987, Nabyla Maan s'est intéressée depuis son plus jeune âge à la musique traditionnelle marocaine. Sa passion pour les musiques arabo-andalouses la pousse à aller chercher le savoir de cet art auprès des plus grands maîtres. Elle enregistre pour la première fois en studio grâce à un cadeau d'anniversaire pour ses 16 ans de la part de sa tante Ouafae Bennani, qui deviendra son premier manager. Grâce à ces séances, elle obtient rapidement un contrat et publie en 2005 son premier album intitulé D'nya.
En tant qu'artiste contemporaine, Nabyla présente une approche moderniste des musiques marocaines anciennes. Une approche consciente du caractère mondial de cet art, l'inscrivant ainsi dans une dimension internationale en le menant dans différents projets artistiques où se mêlent melhoun, musique arabo-andalouse, gharnati, et jazz,,.
Cet album, vendu à quelques centaines de milliers d'exemplaires, a été suffisant pour que l'artiste s'impose sur la scène nationale.  Nabyla Maân ne cesse, depuis, de se produire en concert dans des festivals au Maroc et en Europe. À 19 ans, elle a été la plus jeune chanteuse arabe et africaine à se produire à l’Olympia de Paris.
Trois autres albums suivent. Elle signe ainsi en mai 2017 l'album Dalalû Al-Andalûs, résultat de trois ans de recherche et d’expérimentations où Nabyla a côtoyé de grands maîtres et spécialistes de musiques traditionnelles et a été entourée de son équipe composée principalement de Tarik Hilal, coproducteur de l’album ainsi que de Nor Eddine Bahha, spécialiste de jazz et auteur de l’ouvrage Jazzology sur la théorie de l’harmonie dans le jazz,.

## Discographie
- 2005 : D'nya.
- 2009 : Ter El Ali.
- 2013 : Aech hyatek (Vis ta vie).
- 2017 : Dalalû Al-Andalûs.